# Ван ден Бюйс, Стан
Констант Стан ван ден Бюйс (нидерл. Constant "Stan" Van den Buijs; род. 8 июня 1957, Вюствезель, Антверпен, Бельгия) — бельгийский футболист, защитник, полузащитник; тренер, селекционер. Он получил популярность из за мифа о том, что забил в свои ворота три гола за один матч в 1996 году.

## История
Карьеру начал в клубе «Вюствезель» в 1973 году, в 1978 перешёл в «Берхем Спорт», в 1982 — в «Льерс», за который играл до 1990 года. Затем выступал за «Моленбек» (1991—1992), «Мехелен» (1992—1994), «Экерен» (1994—1996). В 1996 году в матче против «Андерлехта» «помог» противнику забить 2 гола, а также отметился автоголом, что привело к поражению «Экерена» 2:3.
С 1996 года работает тренером, селекционером.